# 폼폼푸린
폼폼푸린(일본어: ポムポムプリン)은 1996년에 산리오사가 출시한 강아지 의인화 캐릭터로 낙천적이고 명랑한 성격을 가지고 있다. 팔팔하며 활동적이고 친화력이 좋아서 누구와도 잘 친해진다.